# Twins of Suffering Creek
Twins of Suffering Creek er en amerikansk stumfilm fra 1920 af Scott R. Dunlap.

## Medvirkende
- William Russell som Bill Lark
- Louise Lovely som Casino
- E. Alyn Warren som Scipio Jones
- William Ryno som Minky Clark
- Henry Hebert som Jim Pemberton
- Joe Ray som Sunny Oak
- Florence Deshon som Jess Jones
- Malcolm Cripe
- Helen Stone